# Nette (Alme)
Die Nette ist ein 10,36 km langer, orografisch rechter Nebenfluss der Alme in Nordrhein-Westfalen, Deutschland.

## Name
Schriftliche Belege für den Flussnamen gibt es für das Mittelalter nicht. Der Name leitet sich vermutlich vom germanischen Adjektiv *nata für 'nass, wasserreich' ab.

## Geographie
Die Nette entspringt nördlich von Bad Wünnenberg-Bleiwäsche auf einer Höhe von 440 m ü. NN. Im Umkreis von 500 m entspringen drei weitere Bäche, wovon zwei in Richtung Aabachtalsperre abfließen, der dritte ist der Lühlingsbach, der nach 4,7 km Flussstrecke der Nette zufließt. Diese fließt von ihrer Quelle aus zunächst in nordwestliche Richtung, wendet sich dann aber nach Westen. Nach einer Flussstrecke von 5,5 km mündet linksseitig der schon erwähnte Lühlingsbach. Die Nette schlängelt sich weiter nach Westen und mündet  nordwestlich von Alme in den gleichnamigen Fluss. Die Mündung liegt auf einer Höhe von 299 m ü. NN
Die Nette überwindet auf ihrem 10,36 km langen Weg einen Höhenunterschied 141 m, was einem mittleren Sohlgefälle von 13,6 ‰ entspricht. Sie entwässert ein 39,688 km² großes Einzugsgebiet über Alme, Lippe und Rhein zur Nordsee.